# دراغان بانتيليتش
دراغان بانتيليتش (9 ديسمبر 1951 في ليشنيكا) (بالصربية:Драган Пантелић) لاعب كرة قدم صربي كان يجيد اللعب في مركز حارس مرمى .
لعب بانتيليتش في أندية ليشنيكا (1969-1971) رادنيتشكي نيش (1971-1981) بوردو (1981-1983) تيموك زاييتشار (1983-1985) غرافيتشار بيوغراد (1985-1988) رادنيتشكي نيش مجددا (1988-1989) .
شارك بانتيليتش مع منتخب يوغوسلافيا في 19 مباراة دولية مسجلا هدفين في الفترة من 1971 إلى 1983 . تم استدعائه للمشاركة في بطولة كأس العالم لكرة القدم 1982 التي أقيمت في إسبانيا . لعب بانتيليتش أساسيا في المباريات الثلاث في الدور الأول ولكنه خرج من منافسات البطولة بفارق الأهداف عن منتخب إسبانيا المستضيف .
في سنة 1997 تم انتخابه رئيسا لنادي الدرجة الثالثة رادنيتشكي نيش وفي سنة 2001 أصبح عضوا في الحزب الوطني الحاكم .

## روابط خارجية
- دراغان بانتيليتش على موقع الاتحاد الدولي (مؤرشف)  (الإنجليزية)
- دراغان بانتيليتش على موقع قاعدة بيانات كرة القدم.إي يو (الإنجليزية)
- دراغان بانتيليتش على موقع ناشيونال فوتبول تيمز (الإنجليزية)
- دراغان بانتيليتش على موقع عالم كرة القدم.نت (الإنجليزية)
- دراغان بانتيليتش على موقع أوليمبيديا (الإنجليزية)